# Muscymol
Muscymol, muscimol, panteryna – organiczny związek chemiczny z grupy alkaloidów, substancja psychoaktywna, pochodna izoksazolu. Jest selektywnym agonistą receptora GABA-A. Występuje w wielu muchomorach.
Muscymol nie jest metabolizowany przez organizm człowieka i wydalany jest w postaci niezmienionej. Występuje w muchomorze plamistym (0,3% suchej masy) i w muchomorze czerwonym (0,19% suchej masy), ale może powstać też w wyniku dekarboksylacji kwasu ibotenowego, którego zawartość w muchomorach jest znacznie większa. Efekty wizualne wywołane spożyciem muscymolu przypominają wizje hipnagogiczne, a sam stan odurzenia określany jest jako podobny do świadomego śnienia.